# Измайлов, Александр Александрович
Александр Александрович Измайлов (1811—1877) — профессор Императорской медико-хирургической академии. Действительный статский советник.

## Биография
Родился в 1811 году. Поступив вольнослушателем в Петербургскую Медико-хирургическую академию, в 1832 году кончил курс лекарем второго отделения. В 1837 году был назначен репетитором физики и химии, а с 1838 года — суб-инспектором студентов академии.
В 1840 году, защитив диссертацию «Calculorum viarum urinarium naturam physico-chemicam neс non patogeniam exponens tractatus», получил степень доктора медицины и был приглашён врачом Санкт-Петербургской театральной дирекции и по Министерству государственных имуществ, был главным медиком министерства; с 19 апреля 1864 года — действительный статский советник.
С 1846 года был адъюнкт-профессором физики в Медико-хирургической академии, затем — ординарным профессором. Вышел в отставку в 1864 году.
Умер в 1877 году, похоронен на Митрофаниевском кладбище.